# Viva Duets
Viva Duets é um álbum de estúdio do cantor estadunidense Tony Bennett, lançado em 2012. O álbum, performado em espanhol e português (além do inglês), contém duetos de vários pop clássicos com diversos cantores da música latina.

## Faixas
| N.º            | Título                        | Compositor(es)                                             | Artista convidado  | Duração |  |
| 1.             | "The Best Is Yet to Come"     | Carolyn Leigh · Cy Coleman · Andres Castro · Edgar Barrera | Chayanne           | 3:38    |  |
| 2.             | "The Way Tou Look Tonight"    | Dorothy Fields · Jerome Kern                               | Thalía             | 4:02    |  |
| 3.             | "Steppin' Out with My Baby"   | Irving Berling                                             | Christina Aguilera | 2:02    |  |
| 4.             | "For Once in My Life"         | Ron Miller · Orlando Murden                                | Marc Anthony       | 3:06    |  |
| 5.             | "Are You Havin' Any Fun?"     | Sammy Fain · Jack Yellen                                   | Dani Martín        | 2:43    |  |
| 6.             | "The Good Life"               | Sacha Distel · Jack Reardon                                | Franco De Vita     | 3:20    |  |
| 7.             | "Who Can I Turn To"           | Leslie Bricusse · Anthony Newley                           | Gloria Estefan     | 3:51    |  |
| 8.             | "Just in Time"                | Betty Comden · Adolph Green · Jule Styne · Kany Garcia     | Juan Luis Guerra   | 2:16    |  |
| 9.             | "Cold, Cold Heart"            | Hank Williams                                              | Vicentico          | 3:16    |  |
| 10.            | "I Wanna Be Around"           | Johnny Mercer · Sadie Vimmerstedt · Ricardo Arjona         | Ricardo Arjona     | 3:00    |  |
| 11.            | "Rags To Riches"              | Richard Adler · Jerry Ross · Andres Castro · Edgar Barrera | Romeo Santos       | 2:39    |  |
| 12.            | "Return to Me (Regresa a Mí)" | Danny DiMinno · Carmen Lombardo                            | Vicente Fernández  | 3:47    |  |
| Duração total: | Duração total:                | Duração total:                                             | Duração total:     | 37:59   |  |

| Bonus da edição da Target |                                           |                   |         |  |
| N.º                       | Título                                    | Artista Convidado | Duração |  |
| 13.                       | "Don't Get Around Much Anymore"           | Miguel Bosé       |         |  |
| 14.                       | "Blue Velvet"                             | Maria Gadú        |         |  |
| 15.                       | "The Way You Look Tonight" (Instrumental) | Thalía            |         |  |

## Desempenho das tabelas musicais

### Posições
| Tabelas musicais (2012)             | Melhor posição |
| ----------------------------------- | -------------- |
| Argentina - CAPIF                   | 4              |
| Austrália - Australian Albums Chart | 38             |
| Canadá - Canadian Albums Chart      | 12             |
| Estados Unidos - Billboard 200      | 5              |